# Грб Републике Кине
Грб Републике Кине је званични хералдички симбол непризнате државе Републике Кине.
Грб има облик амблема и усвојен је 17. децембра 1928. године. Овај амблем је уједно и симбол странке Куоминтанг.

## Опис грба
Плава боја симболизује небо, а дванаест зрака које исејавају из сунца, симбол су дванаест месеци у години и дванаест кинеских часова, од којих је сваки симбол два модерна часа и представља дух напретка.
Дизајнер амблема 1895. године био је Лу Хао-тунг, један од мученика Синхај револуције из 1911. године. Употреба амблема се током револуције проширила већином кинеских провинција.
Када је 1928. године усвојена нова застава Републике Кине, овај амблем Куоминтанга је постао део заставе. Ова застава је до данас остала у употреби на Тајвану, односно подручју које контролише Република Кина.